# Tenji Tennō
Tenji Tennō (天智天皇?) (626 – 672), también conocido como Tenchi Tennō, fue el 38.º emperador de Japón, según el orden tradicional de sucesión. Reinó entre 661 y 672. Antes de ser ascendido al Trono de Crisantemo, su nombre personal (imina) era Príncipe Naka-no-Ōe o Naka-no-Ōe-no Ōji.

## Genealogía
Fue el hijo de Jomei Tennō y de la Emperatriz Saimei, quien fue su predecesora.
- Princesa Yamato, hija del Príncipe Furuhito-no-Ōe
- Soga no Ochi-no-iratsume, hija de Soga no Kura-no-yamada no Ishikawa-no-maro

- Princesa Ōta (644-667), esposa del Emperador Tenmu
- Princesa Uno-no-sarara (645 – 703), futura Emperatriz Jitō
- Príncipe Takeru (651 – 658)

- Soga no Mei-no-iratsume, hija de Soga no Kura-no-yamada no Ishikawa-no-maro

- Princesa Minabe (658 - ¿?), esposa del Príncipe Takechi
- Princesa Abe (661 – 721), futura Emperatriz Genmei

- Soga no Hitachi-no-iratsume, hija de Soga no Akae

- Princesa Yamabe (¿? – 686), esposa del Príncipe Ōtsu

- Abe no Tachibana-no-iratsume, hija de Abe no Kurahashi-maro

- Princesa Asuka (¿? – 700), esposa del Príncipe Osakabe
- Princesa Niitabe (¿? – 699), esposa de Tenmu Tennō

- Oshinumi no Shikibuko-no-iratsume

- Príncipe Kawashima (657 – 691)

- Koshi-no-michi no Iratsume

- Princesa Ōe (¿?-699), esposa de Tenmu Tennō
- Príncipe Shiki (¿? – 716), padre de Kōnin Tennō
- Princesa Izumi (¿? – 699)

- Kurikuma no Kurohime-no-iratsume

- Princesa Minushi (¿? – 737)

- Yakako-no-iratsume, dama de la corte de baja categoría de la provincia de Iga (Iga no Uneme)

- Príncipe Ōtomo (648 – 672), futuro Kōbun Tennō

## Biografía
Como príncipe, Naka no Ōe tuvo un papel crucial en el fin del control casi absoluto del clan Soga sobre la Casa Imperial. En 644, viendo el creciente poder de los Soga, conspiró con Nakatomi no Kamatari y Sosa no Kurayamada no Ishikawa no Maro en el asesinato de Soga no Iruka, durante el Incidente Isshi. A pesar de que el asesinato se llevó a cabo como se debía, Iruka fue asesinado, y su padre y predecesor, Soga no Emishi, se suicidó poco después. 
Tras el Incidente Isshi, los simpatizantes de Iruka se retiraron sin luchar y el Príncipe Naka no Ōe fue nombrado heredero del trono. Contrajo matrimonio con la hija de su aliado Soga no Kurayamada, tratando de poner al clan Soga como su aliado.
Tras la abdicación de la Emperatriz Saimei en 661, el príncipe asume al trono a la edad de 35 años con el nombre de Emperador Tenji.
En 662, decretó la compilación del primer código legal japonés conocido por los historiadores: el Kiomihara ritsuryō, un código no tan extenso, pero que sería el prototipo a usar por el Código Taihō de 701.

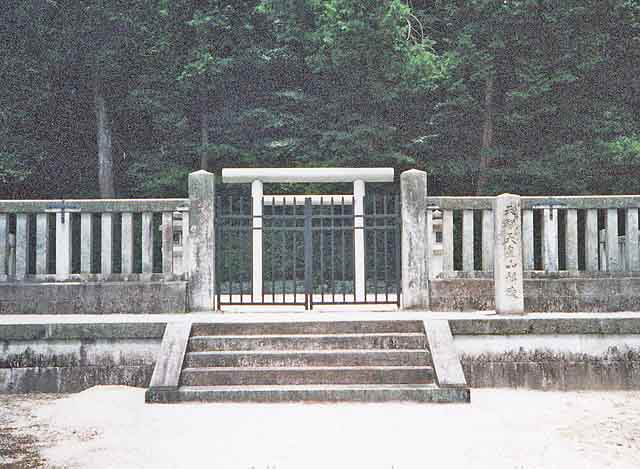
Tumba del Emperador Tenji en Kioto.

El Emperador Tenji fue particularmente activo en desarrollar las instituciones militares que serían establecidas durante las reformas Taika.
Tras su muerte en 672, se desencadenó una disputa en la sucesión entre sus catorce hijos. Finalmente, la sucesión recayó en la persona del Príncipe Ōtomo,  futuro Emperador Kōbun, y luego sobre el hermano del Emperador Tenji, el Príncipe Ōama,  futuro Emperador Tenmu.
La tumba imperial del Emperador Tenji se encuentra en Yamashina-ku, prefectura de Kioto.

## Poesía
El Man'yōshū incluye poemas realizados por los emperadores y emperatrices. El Emperador Tenji escribió diversos poemas, uno de sus poemas de 31 sílabas fue escogida por Fujiwara no Teika como el primero en su antología poética Hyakunin Isshu.
Aki no ta no
Kario no io no
Toma o arami
Waga koromo-de wa
Tsuyu ni nure tsutsu
- Emperador Tenji

## Kugyō
Kugyō (公卿) es el término colectivo para los personajes más poderosos y directamente ligados al servicio del emperador del Japón anterior a la restauración Meiji. Eran cortesanos hereditarios cuya experiencia y prestigio les había llevado a lo más alto del escalafón cortesano.
- Daijō Daijin: Príncipe Ōtomo[6]
- Dainagon: Fujiwara no Kamatari[7]

## Eras
Durante el reinado del Emperador Tenmu no se encuentra en una era o nengō. La idea de nombrar eras desde la reforma Taika en 645 se descontinuó durante su reinado.
- Periodo Tenji (661) – no es nengō